# Молокаи
Молокаи (гав. Molokaʻi) — пятый по величине остров Гавайского архипелага. Имеет длину 61 км и ширину 16 км. Площадь острова составляет 673,4 км², что делает его 27-м по величине среди островов США.
С запада Молокаи отделен от острова Оаху проливом Каиви, шириной 40 км, с юга отделен от острова Ланаи проливом Калохи. С западной оконечности Молокаи можно увидеть огни Гонолулу. Соседние острова, Лауи и Мауи, хорошо видны практически из любой точки на южном побережье острова. Молокаи сформирован конусами двух вулканов: Ваиалу (восточный) и Мауна-Лоа (западный). Высшая точка острова, гора Камакоу на восточном вулкане, составляет 1512 м над уровнем моря. Восточный вулкан представляет сегодня только южную половину первоначального конуса. Северная половина была разрушена в результате катастрофического обвала около 1,5 млн лет назад; обломки горы разбросаны далеко на север по дну Тихого океана. Оставшаяся от северной половины часть представляет сегодня самые высокие клифы в мире. Южное побережье острова может похвастаться самым длинным окаймляющим рифом в США, его длина достигает 40 км.
В административном отношении остров относится к округу Мауи, за исключением полуострова Калаупапа, который формирует собственный округ — Калавао. Кроме Молокаи в состав округа Мауи входят также острова Мауи, Ланаи и Кахоолаве. Крупнейшим на острове населённым пунктом является город Каунакакаи. По данным переписи 2000 года население Молокаи составляет 7404 человека.
В 1866 году, в связи с широким распространением проказы на Гавайских островах, на острове Молокаи в Калавао на полуострове Калаупапа была открыта колония прокаженных. За время существования колонии более 8500 человек из населения Гавайских островов с симптомами проказы были пожизненно сосланы на Молокаи и официально объявлены мертвыми. В 1969 году закон о принудительном карантине прокаженных был отменен, однако многие бывшие пациенты остались жить в колонии до конца жизни.